# Andreas Bogdain

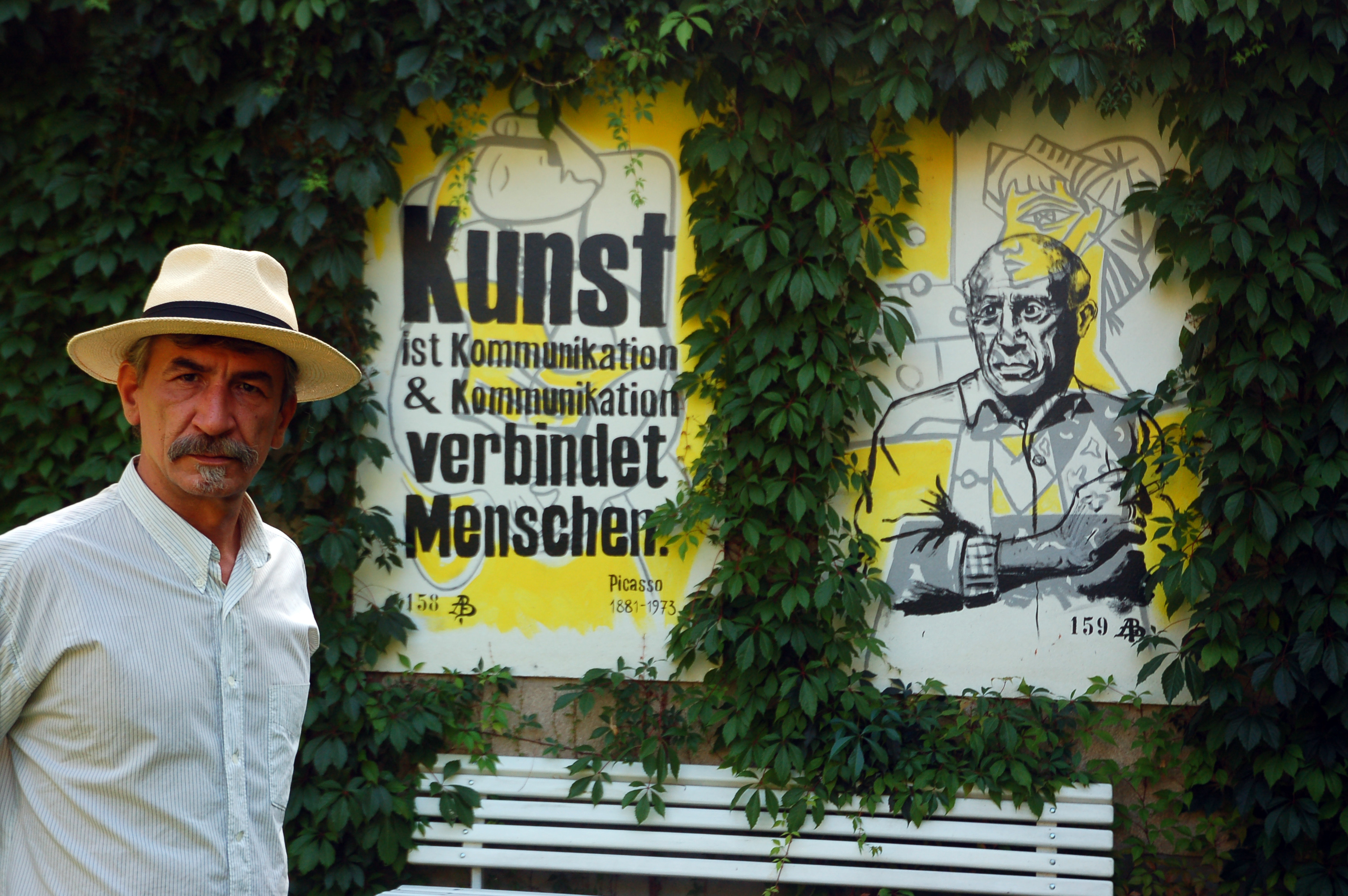
Andreas Bogdain

Andreas Bogdain (* 14. April 1959 in Jasienica, Polen) ist ein deutscher Maler.

## Leben
1962 übersiedelte die Familie von Andreas Bogdain in die DDR. Bogdain erlernte den Beruf eines Technikers, künstlerisch ist er Autodidakt. Vor der politischen Wende geriet er wegen kritischer Bilder mehrfach in Konflikt mit dem Regime der DDR. Eines von Bogdains Kunstwerken zeigte DDR-Symbolik in Verbindung mit Stacheldraht. Eine Bewährungsstrafe und Reiseverbot waren die Folge. Von 1995 bis 2001 war er für die Stadt Eberswalde als Mitarbeiter für Öffentlichkeitsarbeit/Technik tätig. Seit 2003 ist er freischaffend.
Bogdain lebte bis 2004 in Eberswalde. Seitdem hat er sein „ARTelier AB“ in Chorin. Er war 1991 Gründungsmitglied des Eberswalder Kunstvereins „Die Mühle e. V.“ und ist Mitglied im Brandenburgischen Verband Bildender Künstler (BVBK).

## Kunststil

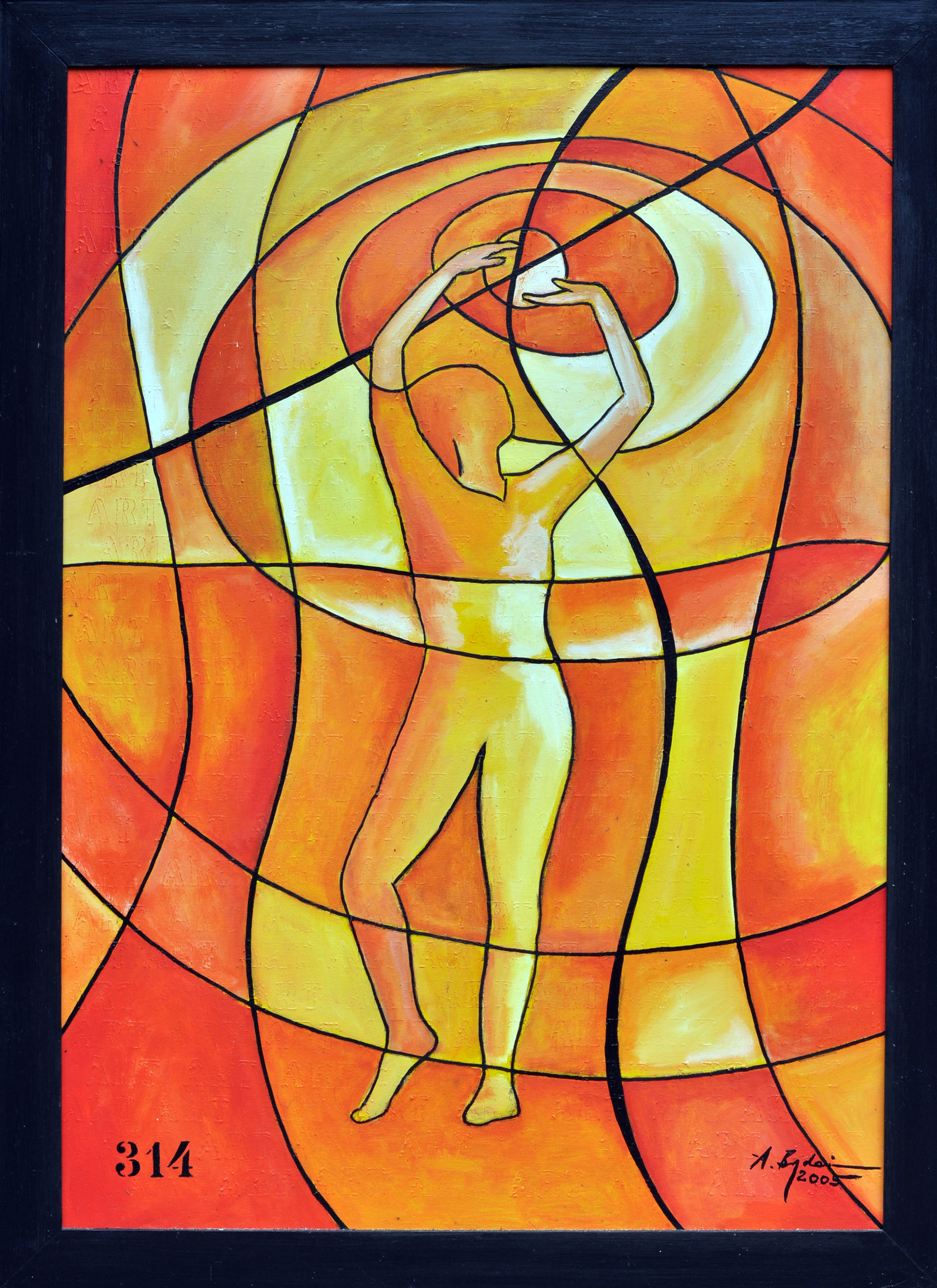
„Balance 2“, 2005, Privatbesitz

Typisch sind die schwarzen Linien im Bild, welche den Eindruck eines Bleiglasmosaiks erwecken. Nahezu alle seine Bilder sind in diesem Stil gezeichnet bzw. gemalt. Das Wort „ART“ begleitet ihn und sein Schaffen. Er wuchs in der anhaltinischen Stadt ARTern auf, der pARTeilose ehemalige wARTburgfahrer, noch ohne haARTeil mag pARTys und BratkARToffeln im Quartier Nr.7 in Eberswalde.

## Arbeitsgebiete
- Baugebundene Kunst – Grafik – Gebrauchsgrafik – Malerei
- Schwerpunkte Acryl- und Ölmalerei – verschiedene Drucktechniken
- Überwiegend beziehen sich die Kunstwerke auf farbintensive, kubistische, konstruktive Kompositionen (u. a. menschliche Befindlichkeiten), deren Inhalte oft mit Wortspielen ART-igst untermalt werden.

Bogdain hat mehrfach berühmte DDR-Gemälde adaptiert, z. B. Walter Womackas Am Strand und Harald Hakenbecks Peter im Tierpark.

## Ausstellungen und Projekte (Auswahl)

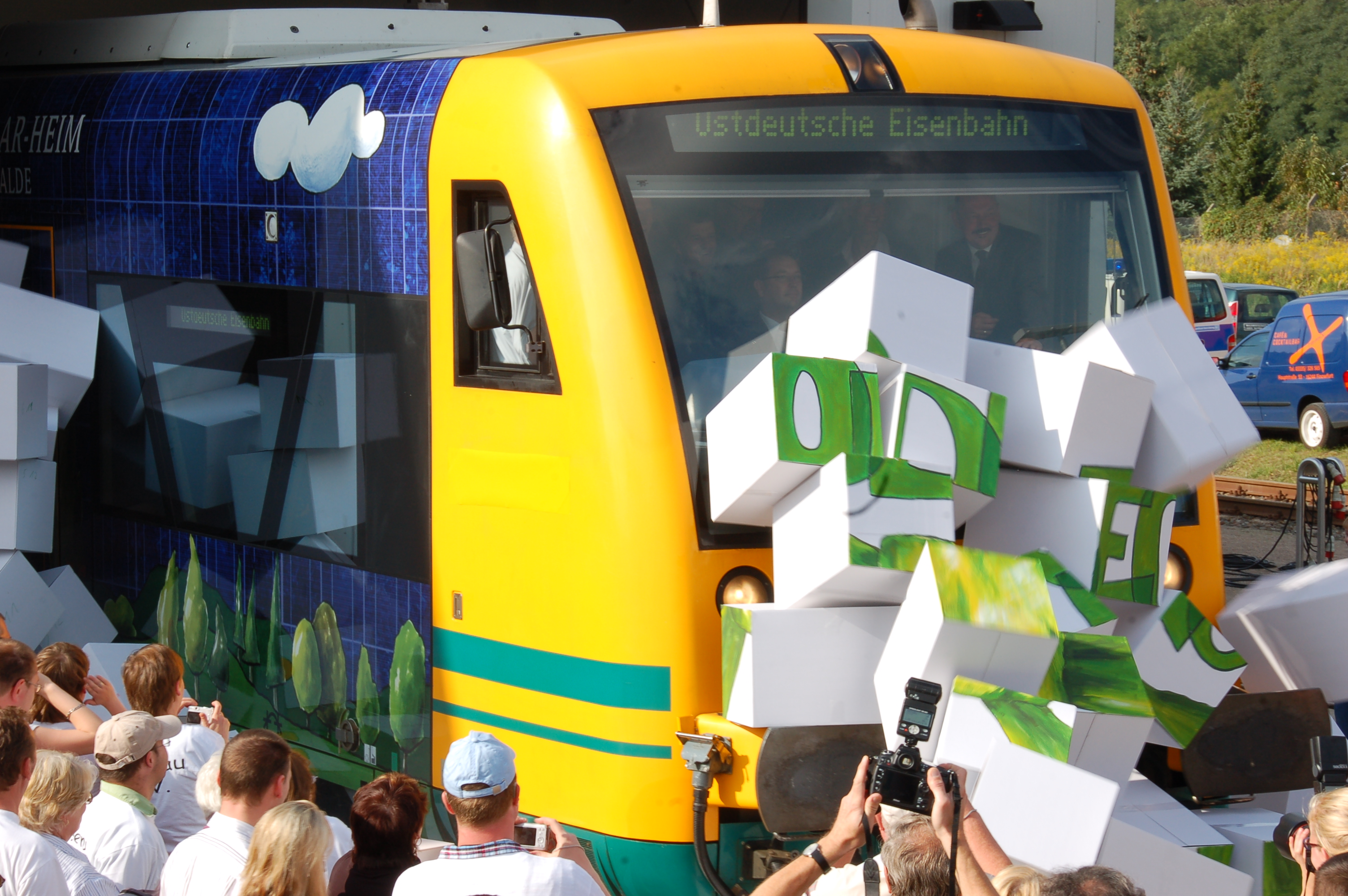
Einweihung des ODEG-Triebwagen am 10. Sept. 2010

Neben Ausstellungen in seiner Heimatstadt Eberswalde hatte Bogdain überregionale Ausstellungen:
- 1999: Urania (Berlin) – „ICH-WEISS“
- 2003: Preisträger europäischer Kunstwettbewerb der Boston Consulting Group[4]
- 2003: Ausstellung Kabel Deutschland, Berlin – „BOTSCHAFTEN“
- 2003: „GOLD 2003“, Messe Berlin
- 2004: Galerie M. Potsdam – „Stehendes und Hängendes“
- 2004: Ausstellung Sächsische Landesstiftung – „ARTige Imperssionen“
- 2004: Ameland (Niederlande) – „Kunstmaand“[5]
- 2005: Wandgestaltung Recke-Stiftung, Düsseldorf
- 2005 & 2008: Auftragswerke für die GLG Eberswalde[6]
- 2006: Auftragswerke für Boston Consulting Group, München
- 2007: Illustration der Startseite des Brandenburgischen Justizministeriums[7]
- 2007: Ausstellung „ARTribute to Paul Wunderlich“; Grafikzyklus, Museum in der Adler-Apotheke Eberswalde
- 2009: Projekt: Kunst im Waldsolarheim Eberswalde
- 2009: Ausstellung „AB & Freunde“ Sparkasse Barnim
- 2010: künstlerische Gestaltung eines Zuges der ODEG mit Catrin Sternberg
- 2013: Ausstellung „wohlART Berlin“
- 2014: zwei Titelbilder „JUSTITIA + JUSTITIA2“ für bundesweite Zeitschrift „Richter ohne Robe“
- 2015: Corporate Identity für Greifen-Fleisch GmbH Greifswald und Uckermärkische Schinkenspezialitäten
- 2018: Kalender 2019 für Greifen-Fleisch GmbH, Ausstellungsbeteiligung in Rhauderfehn (Niedersachsen)

## Werke

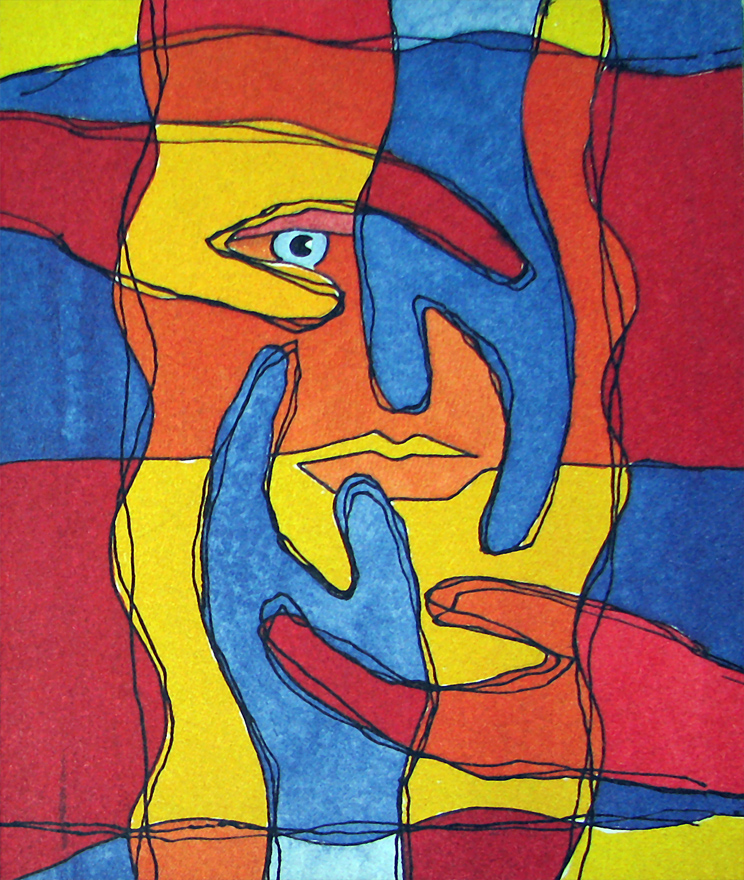
Denken ist Handeln - Preisträgerbild 2003 BCG, München
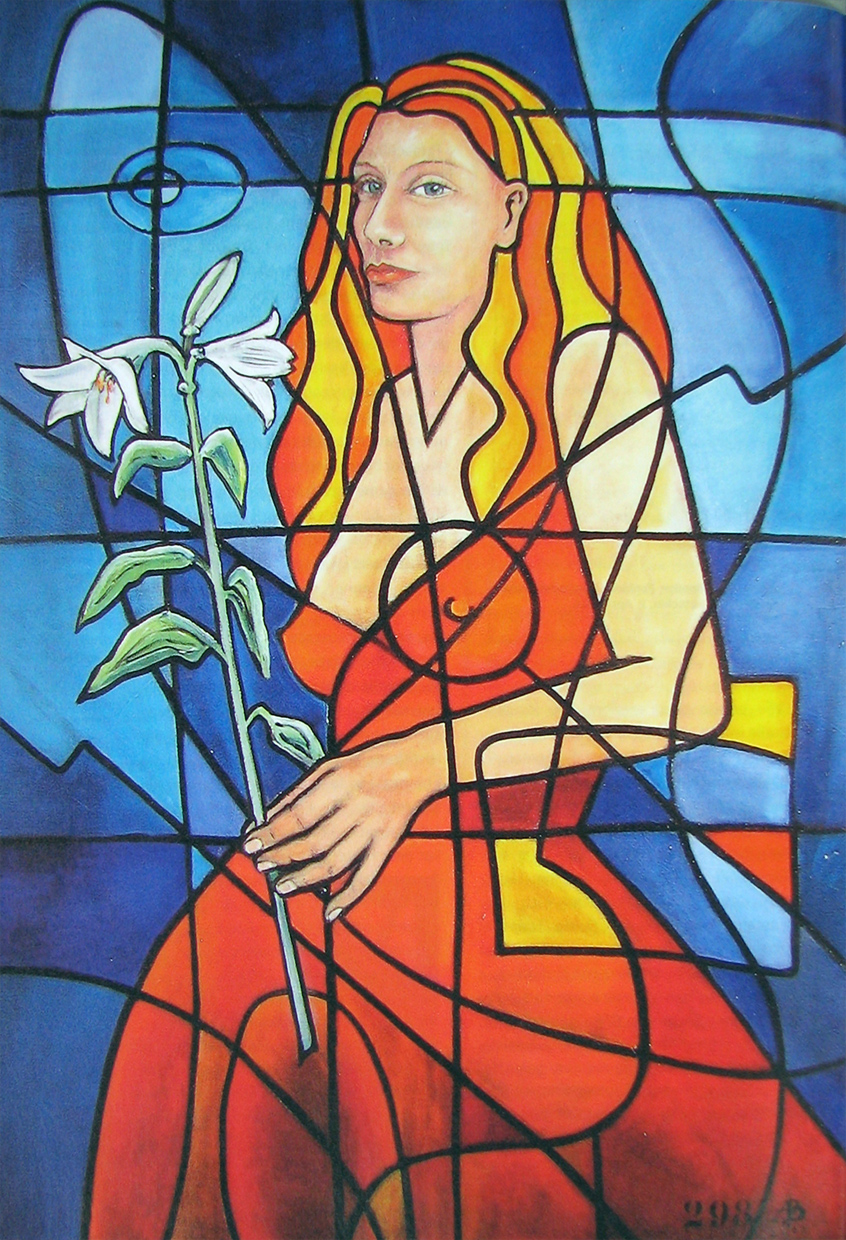
Madame M. mit Lilie, Sparkasse Eberswalde
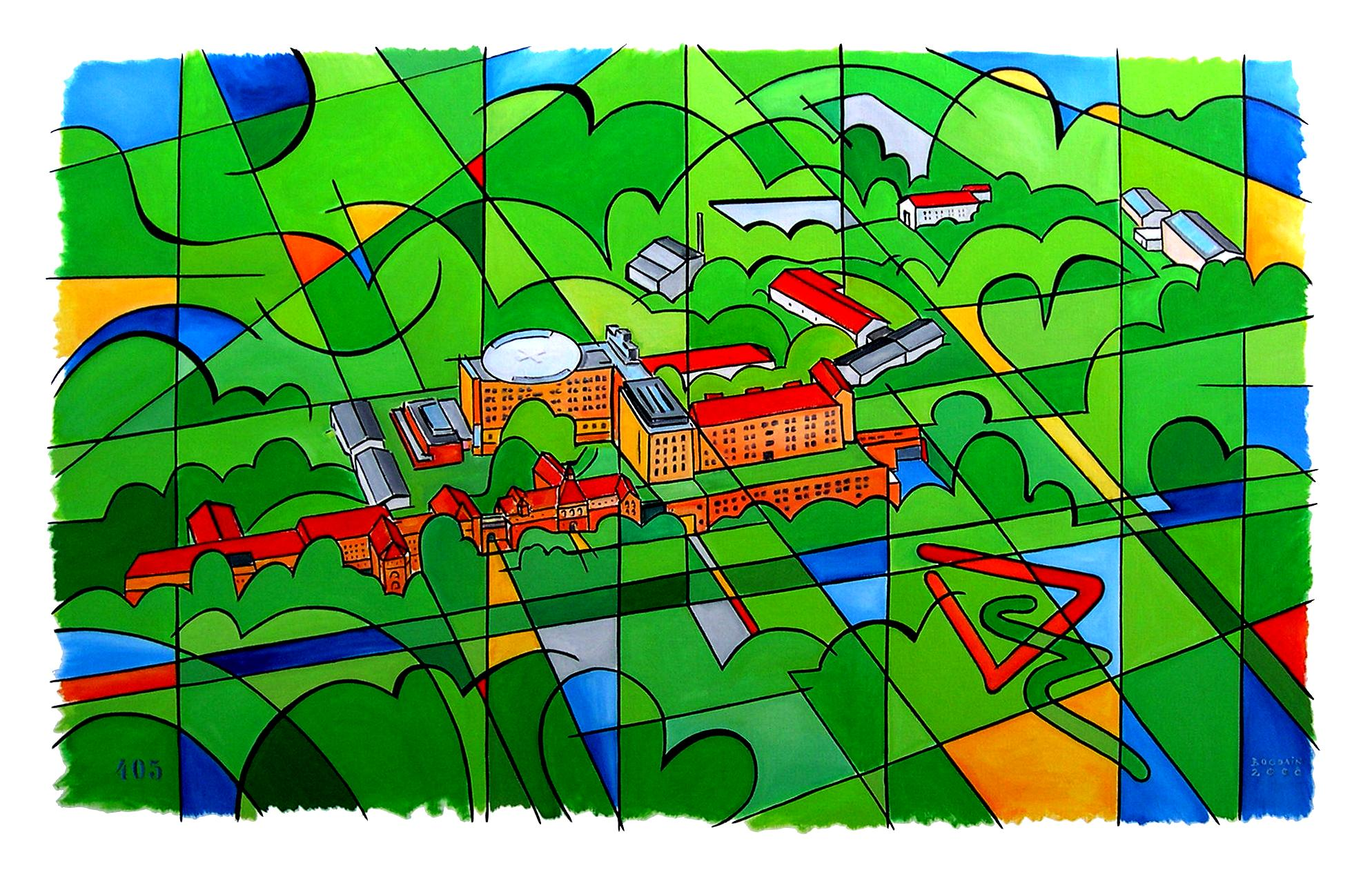
Werner-Forßmann-Krankenhaus, Eberswalde
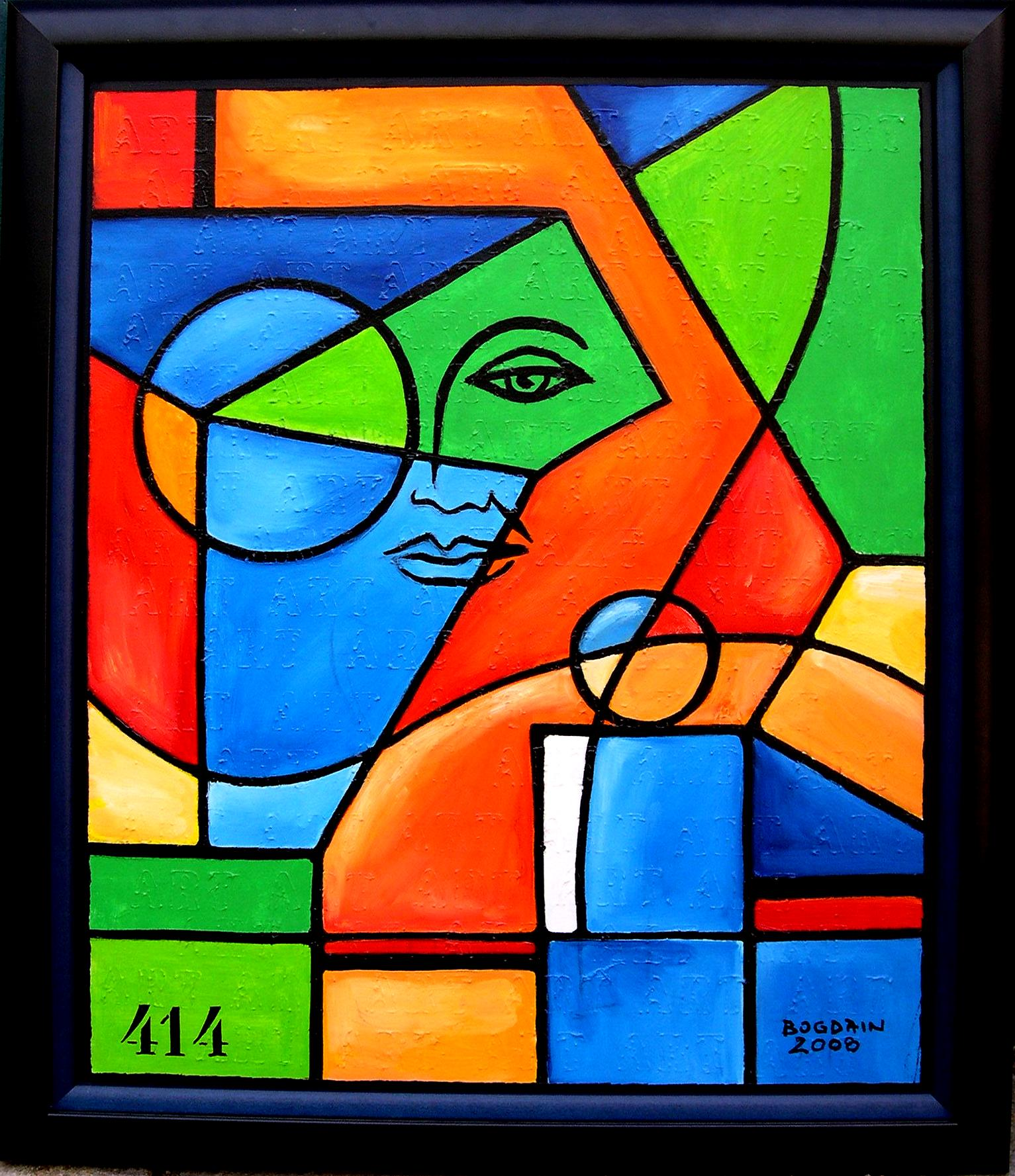
Konjunktur, Galerie AB, Chorin
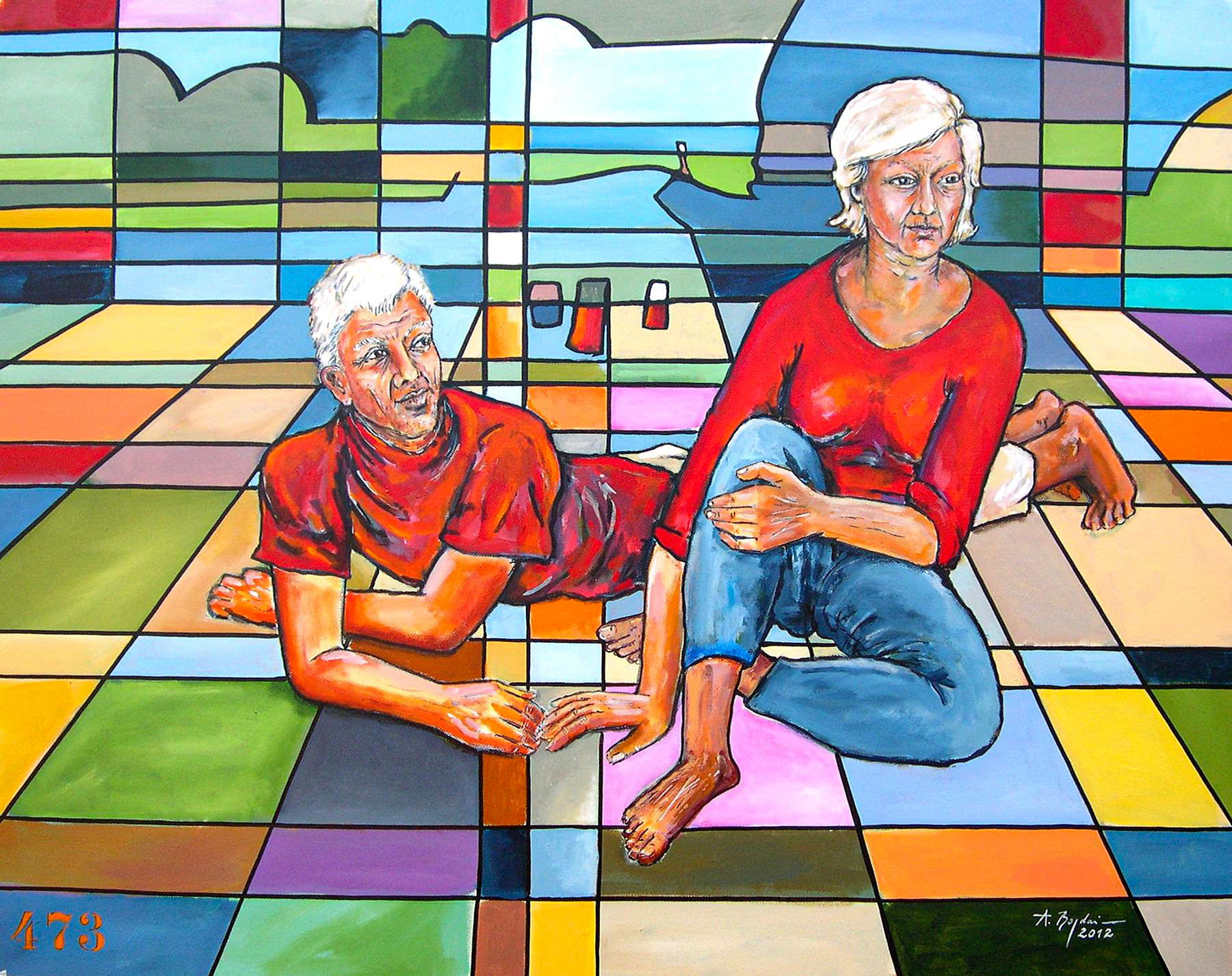
Am Strand, Privatbesitz
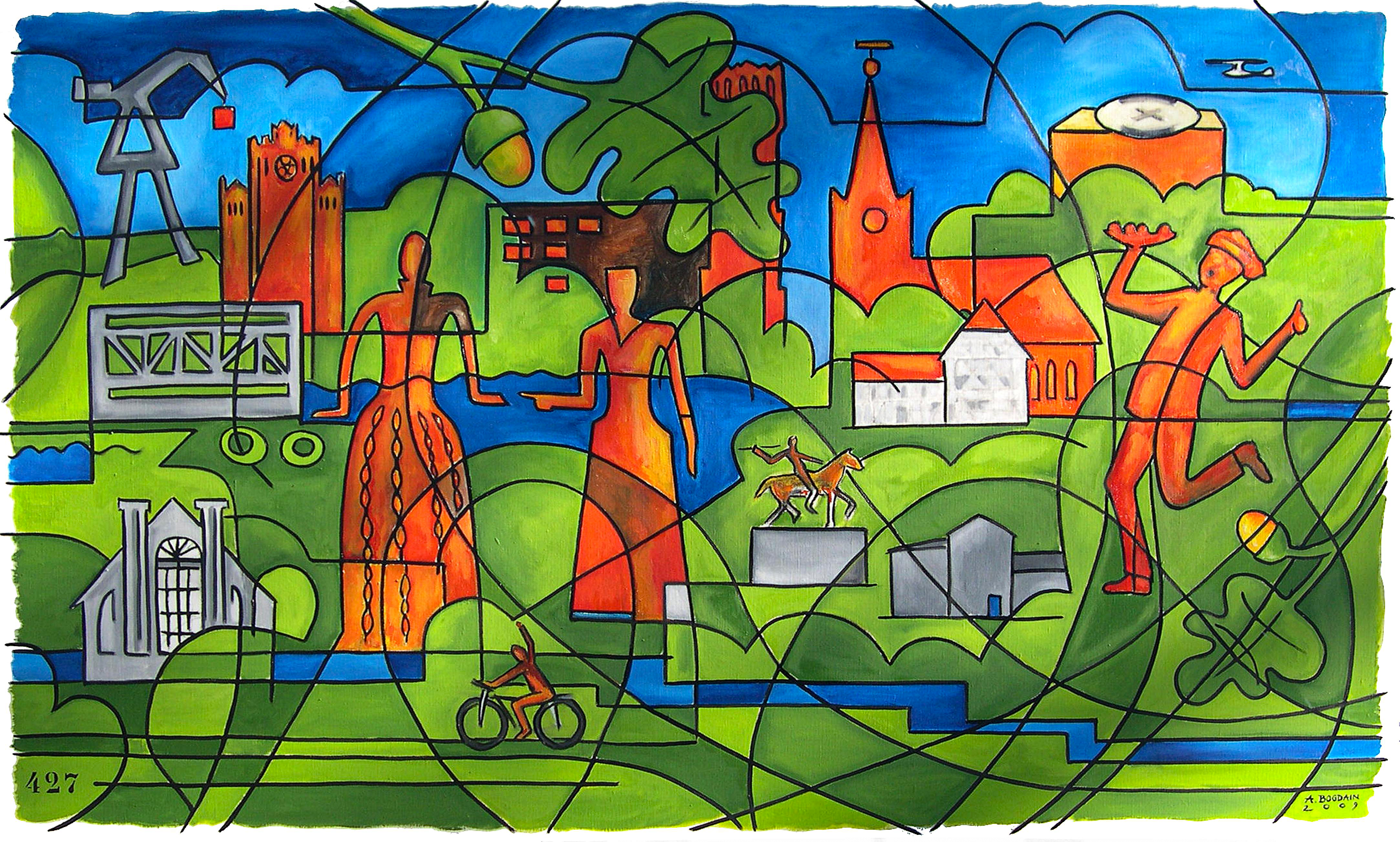
ARTige Impressionen, Sparkasse Barnim
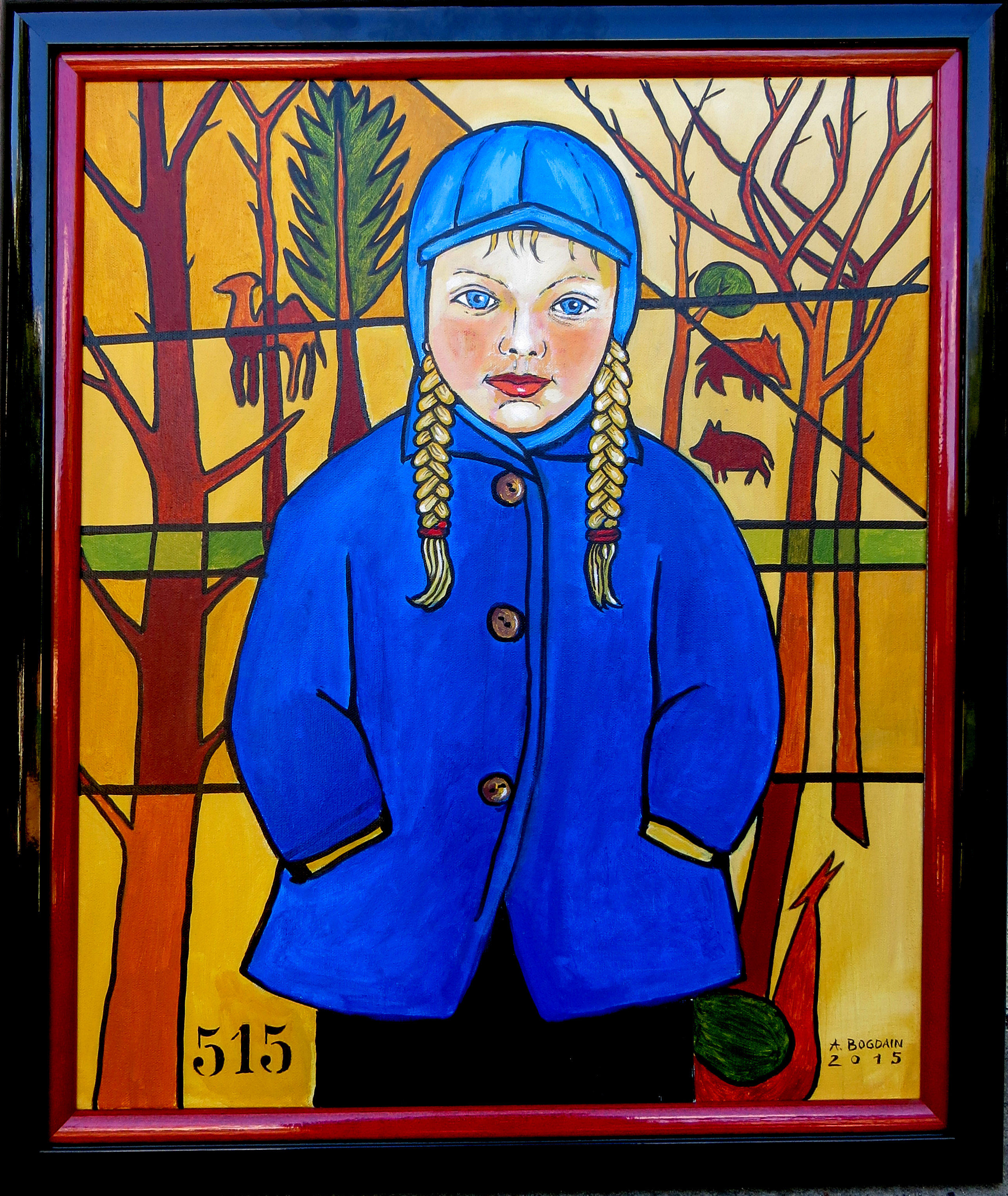
Petra im Tierpark, Galerie AB, Chorin